# Zahodne Alpe
Ime Zahodne Alpe se nanaša na zahodni del območja Alp. Izraz ima različne pomene v skladu s klasifikacijo Alp v uporabi. Vrhovi in gorskih prelazi so višji v primerjavi z Vzhodnimi Alpami, medtem ko obseg sam ni tako širok in je bolj obokan.
Zahodne Alpe se nahajajo zahodno od črte (od severa proti jugu) Bodenskega jezera in alpske doline Rena vse do prelaza Splügen v alpskem razvodju in vzdolž po reki Liro do Komskega jezera.

## Lega
Zahodne Alpe obsegajo jugovzhodni del Francije (tj. Savoie), celoten Monako, severozahodni del Italije in jugozahodni del Švice (kanton Valais). Medtem ko na jugovzhodu območje meji na italijansko Padsko nižino, na jugozahodu jih dolina reke Rone loči od Centralnega masiva. Najsevernejši del zahodnih Alp - v širokem pomenu besede - je sestavljen iz Švicarskih Predalp.

### Partizione delle Alpi
V Partizione delle Alpi (dobesedno delitev Alp), ki ga uporablja italijanski Nacionalni geografski odbor (Comitato Geografico Nazionale), sprejet leta 1926 na IX. Italijanskem geografskem kongresu (Congresso Geografico Italiano), se Alpe delijo na tri glavne dele: zahodne, srednje in vzhodne Alpe. 
V tej tradicionalni delitvi se Zahodne Alpe začnejo od Bocchetta di altare (ali Colle di Cadibona) in končajo s Col Ferret.
Partizione delle Alpi razdeli Zahodne Alpe v naslednjih osem skupin (v oklepaju je številka skupine):
 Primôrske Alpe  (1), Kotijske Alpe (2), Savojske Alpe (3), Provansalske Alpe (4), Dofinejske Alpe (5), Provansalske Predalpe (6), Dofinejske Predalpe (7) in Savojske Predalpe (8).

## Karte
- Italijanska uradna kartografija (Istituto Geografico Militare - IGM); on-line verzija: www.pcn.minambiente.it
- Francoska uradna kartografija (Institut Géographique National - IGN); on-line verzija:  www.geoportail.fr
- Švicarska uradna kartografija (Swiss Federal Office of Topography - Swisstopo); on-line verzija:  map.geo.admin.ch

## Skupine
Navedena razvrstitev sledi površinski strukturi (orografski), ne pa geološkim, političnim ali turističnim pogojem. 

### Alpe med Bodenskim jezerom in Matterhornom (13 skupin)
V severovzhodnem delu in v celoti v Švici so gorske verige Schwyzer, Emmentaler, Freiburger, Uri, Glarus, Bernske in Adulske Alpe, kot tudi Gotthardske gore.
Južneje v švicarsko-italijanskem obmejnem območju so Tambogruppe, Ticinske in Valaiške Alpe, ki dejansko spadajo v skupino Leone, vendar se obravnavajo ločeno tukaj.

### Alpe med Ženevskim jezerom in Liguriskim morjem (18 skupin)
V mejnem francosko-švicarskem območju ležita Bornes in Chablais Alpe.
Francija, Italija in francoski del Švice se stikajo v masivu Mont Blanc.
Povsem na italijanskem ozemlju je skupina Paradiso.
Na jugu, v Italiji in Franciji so Rutor-, Charbonnel- in skupina Tabor kot tudi Kotijske, Ligurske in Primorske Alpe. V slednjih se nahaja tudi Monako.
In končno na zahodu ležijo Bauget Alpe, Vanoise, skupina Belledonne, Chartreuse, Pelvoux, Drôme Alpe, Provansalske Alpe in Provansalske Predalpe samo v Franciji.

### Razlike
Poleg navedenega je treba opozoriti, da obstajajo tudi druge delitve Alp, kot sta SOIUSA (italijansko Suddivisione Orografica Internazionale Unificata del Sistema Alpino, Enotna mednarodna orografska razdelitev Alp (EMORA) v slovenščini) ali SAC (Schweizer Alpen-Club), in jih je težko ali nemogoče primerjati z navedenim.